# Regiment de cavalleria Sant Jaume
El regiment de cavalleria Sant Jaume va ser una unitat militar de l'Exèrcit de Catalunya durant la Guerra dels catalans. Compost per aproximadament 300 homes, no és segur que tot el regiment disposés de muntures. Inicialment allotjat a Barcelona, després de sortir-ne un grup a primers de setembre i la resta el 8 de febrer de 1714, majoritàriament va actuar al front exterior del conflicte, col·laborant amb les forces del marquès del Poal.
Als lliuraments de la Junta de Guerra el regiment de Sant Jaume no hi està inclòs. Això es pot deure al fet que era una unitat amb comandaments venals, que pagaven per ocupar la seva posició, i que l'assentista era el propi marquès del Poal.

## Història
El regiment de Sant Jaume es va crear a Barcelona l'agost de 1713 quan la Junta de Guerra, el dia 26, en va aprovar la plantilla d'oficials. Disposava d'uns 300 homes i estava subdividit en 11 o 12 companyies.
Un terç del regiment va sortir a principis de setembre, amb Antoni Desvalls, cap a Terrassa per donar suport a l'Expedició del diputat militar. Després d'acompanyar-los, a finals de setembre, els homes del Sant Jaume es van separar de l'expedició i es van quedar a la fortalesa de Cardona. El 8 de febrer de 1714, els 200 homes restants, juntament amb fusellers d'altres unitats, van abandonar Barcelona sota el comandament d'Antoni Puig Sorribes per unir-se a la resta del seu regiment a Cardona.
A partir d'aquí van participar en les diferents ràtzies i accions de l'exèrcit català de l'interior, tenint un especial protagonisme a la batalla de Talamanca, on van aconseguir desbaratar les línies borbòniques amb una càrrega aplanant la victòria catalana. L'ofensiva però es va haver d'aturar i, havent-se rendit Barcelona, Cardona va haver de capitular el 18 de setembre de 1714 juntament amb els homes del Sant Jaume.